# 弯花叉柱花
弯花叉柱花（学名：Staurogyne chapaensis）为爵床科叉柱花属的植物。分布于越南以及中国大陆的广东、广西、云南等地，生长于海拔1,000米至1,800米的地区，多生长于林下，目前尚未由人工引种栽培。